# Церква Святого Петра (Рига)
Церква Святого Петра (латис. Sv. Pētera baznīca, нім. Petrikirche) — кірха Евангелічно-лютеранської церкви Латвії, один із символів та одна з найвизначніших пам'яток Риги, столиці Латвії. Є найдавнішою культовою спорудою міста, перша згадка припадає на 1209 рік. Церква знаменита своїм оригінальним шпилем (загальна висота вежі церкви — 123,5 метра, з яких 64,5 метра припадає на шпиль). Розташована у Старому місті.

## Історія будівництва
Вперше церкву Святого Петра згадують у хроніках під 1209 роком.
Спочатку передбачалося, що церква Святого Петра буде головною церквою міста. На противагу Домському собору храм Святого Петра будували як народну церкву — активну участь у зборі коштів на будівництво брали купці, ремісники та інші жителі міста. Крім того, церква Святого Петра була головним культовим будинком ризьких бюргерів (привілейованої верстви міського населення у феодальній Ризі). При церкві діяла одна з найстаріших шкіл міста. Будувався храм в характерному для Північної Європи стримано-готичному стилі. Спочатку церква являла собою невелике приміщення зального типу з трьома нефами однакової висоти і, ймовірно, з окремо стоячою вежею. В наші дні залишки цієї споруди утворюють центральну частину храму (зовнішні стіни бічних вівтарів і кілька колон в інтер'єрі). У 1408—1409 роках архітектор Йоганн Руммешоттель з Ростока побудував нову вівтарну частину будівлі (прообразом, можливо, стала церква Святої Марії в Ростоку). Реконструкція храму була продовжена в 1456 році і тривала до 1473 року, коли завершилося будівництво готичної вежі-дзвіниці.
Свій бароковий фасад з трьома пишно декорованими порталами будівля отримала в XVII столітті. До цього ж часу належить остання перебудова вежі храму і зведення першого шпиля в його сьогоднішньому вигляді. Перерахованими вище будівельними роботами керував майстер будівельної справи міста Риги Руперт Бинденшу.
Під час Другої світової війни церква разом з прилеглою до неї територією сильно постраждала від артобстрілу. За однією з версій, посилений обстріл будівлі був викликаний тим, що на башті був спостережний пункт радянських військ. У результаті артобстрілу і викликаних ним пожеж, шпиль і дах будівлі були знищені, загинуло внутрішнє оздоблення храму, були сильно пошкоджені стіни.
Протягом тривалого часу будівля лежала в руїнах. 14 червня 1966 року Рада Міністрів Латвійської РСР прийняла постанову № 304 «Про відновлення будівлі колишньої церкви Петра в м. Ризі». Проєкт реставрації розробили архітектори П. Саулітіс і Р. Зірніс, реставрацією керував Е. Дарбваріс.
У 1973 році добудували новий шпиль церкви. Реставрація внутрішніх приміщень тривала аж до 1983 року. Головну наву перекрили новими, залізобетонними склепіннями. Було відновлено кілька склепів, у тому числі і Склеп бюргерської гвардії. Від старого оздоблення храму збереглися лише старовинні надписи дерев'яної різьби — незадовго до війни вони були вивезені до Польщі, завдяки чому і вціліли.
Після реставрації в будівлі розміщувався виставковий і концертний зали. Зараз храм переданий лютеранській церкві Латвії, проводяться регулярні служби.

## Шпиль

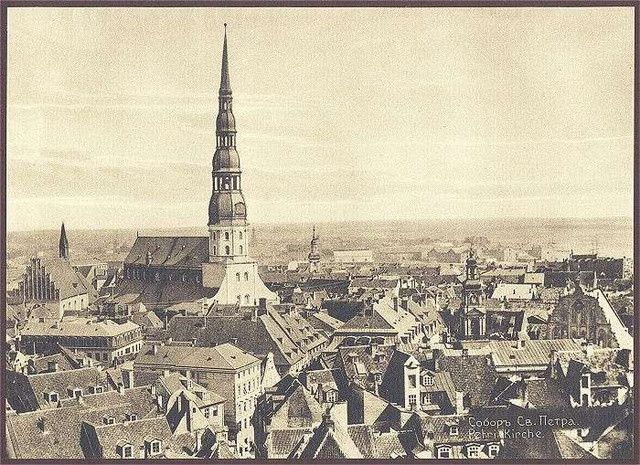

Шпиль церкви Святого Петра є найвпізнаванішою його складовою та невіддільною складовою панорами Риги.
У XIII столітті церковна вежа, мабуть, являла собою окремо стоячу споруду. Як частина храму, вежа вперше була зведена в кінці XV століття, тоді ж був споруджений восьмигранний дерев'яний шпиль, який простояв майже два століття. У 1666 році постарілий шпиль обвалився, зруйнувавши один з будинків і вбивши вісім осіб. На наступний рік шпиль був відновлений, проте через 10 років згорів. У своєму сьогоднішньому вигляді шпиль вперше був зведений в 1690 році. Примітно, що цей шпиль довгий час був найвищим дерев'яним шпилем в Європі (загальна висота вежі становила 123,5 метра, з них 64,5 метра припадало на сам дерев'яний шпиль).
У 1721 році в башту церкви Святого Петра вдарила блискавка, що викликала пожежу, в гасінні якої брав участь російський імператор Петро I, що перебував у той час у Ризі. Однак загасити пожежу не вдалося — шпиль згорів практично повністю і впав. Завдяки щасливому випадку, палаючий шпиль не впав на місто, а «склався сам у себе», не заподіявши значних руйнуванівних наслідків (легенди приписують це молитвам Петра I). У цьому ж році, за іменним указом Петра I, були розпочаті роботи з відновлення шпиля, що скінчились лише через 20 років, в 1741 році. Відновлений шпиль проіснував рівно два століття і був знищений в день пам'яті святого Петра (за григоріанським календарем), 29 червня 1941 року — в башту потрапив снаряд однієї з німецьких гаубиць, що обстрілювали місто під час облоги. Відновлення шпиля було закінчено лише в 1973 році. Новий шпиль своїми формами і розмірами повністю повторює попередній, але виконаний з металу. У шпилі були обладнані два оглядові майданчики (на висотах 57 і 71 метр), а для полегшення доступу відвідувачів на них були встановлені ліфт і залізобетонні сходи.
Сьогодні оглядові майданчики церкви Святого Петра популярні серед туристів, а сам шпиль зображено на багатьох сувенірах.

## Цікаві факти
- За одними даними, у 1297 році, під час боїв городян з Лівонським орденом, на даху будівлі були встановлені катапульти, котрі обстрілювали замок Віттенштейн.
- Годинник на вежі вперше з'явився у 1352 році.
- Шпиль церкви Святого Петра прикрашає фігура півника. Функція півників на храмових шпилях — вказівка напрямку вітру, оскільки всі вони є флюгерами. Спочатку півників забарвлювали двома кольорами: один бік був чорним, а інший — золотим. Зроблено це було з метою більш зручного оповіщення населення про напрямок вітру. У Ризі це було особливо актуально, оскільки, бувши торговим містом, вона сильно залежала від морських торгових шляхів, а отже — і від вітру. Коли вітер дув з моря, птахи поверталися до міста золотим боком, і, сяючи на сонці, сповіщали ризьких купців про те, що кораблі з товаром зможуть зайти в бухту. Якщо вітер дув із суші, то півники поверталися чорним боком, і купцям було ясно, що угоди не відбудуться: кораблі зайти в порт не зможуть.

Сьогоднішній півник був встановлений разом з новим шпилем, у 1973 році, однак попередній, 250-річний бронзовий півник також зберігся. Під час обвалення шпиля в 1941 році півень був серйозно пошкоджений, однак потім відреставрований і нині перебуває в церкві Святого Петра, біля сходів на вежу.